# Teresa Dąbrowska

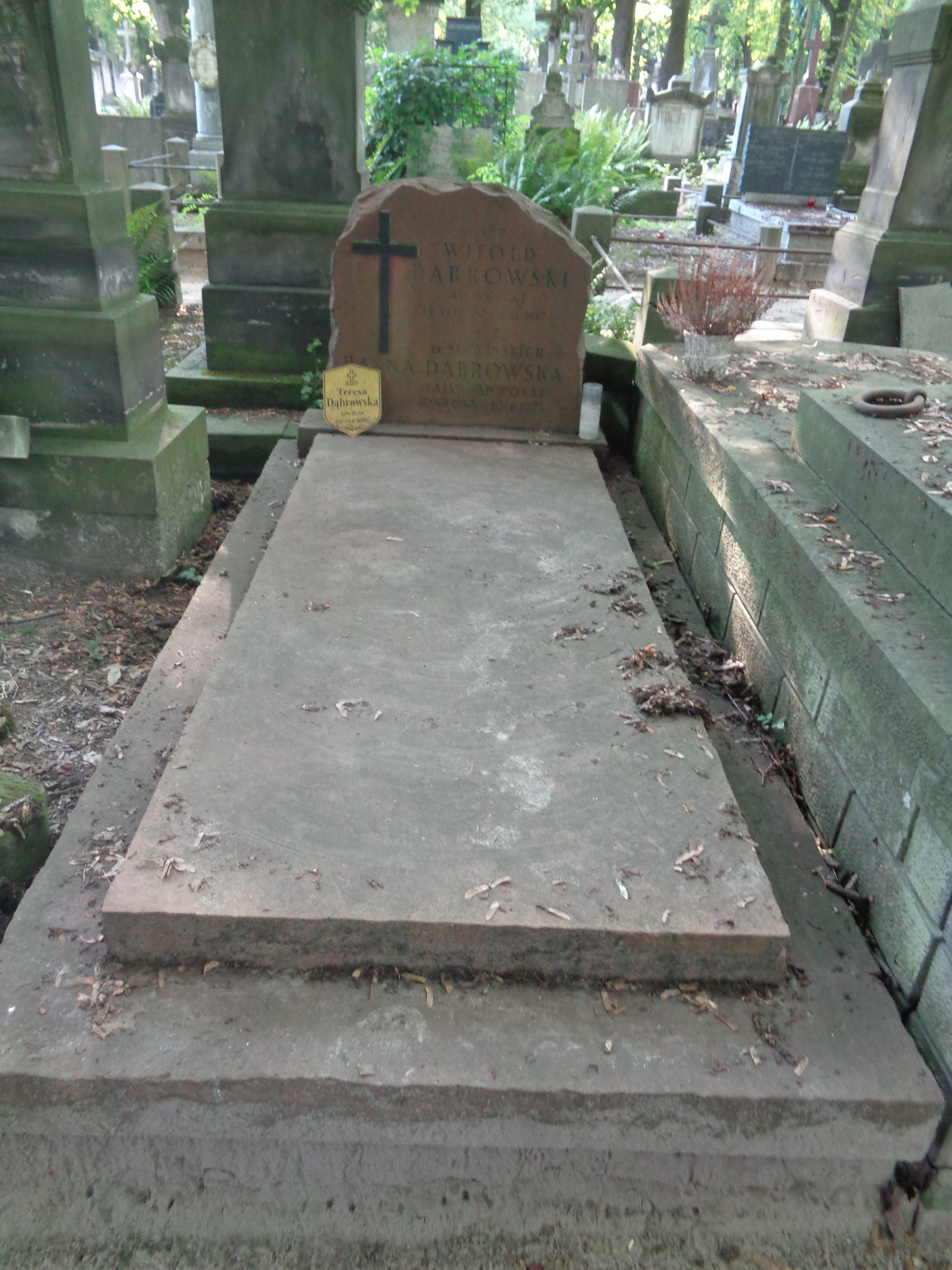
Nagrobek Teresy Dąbrowskiej na cmentarzu Powązkowskim

Teresa Dąbrowska (zm. 19 października 2020) – polska archeolog, prof. dr hab.

## Życiorys
Obroniła pracę doktorską, następnie uzyskała stopień doktora habilitowanego. 22 listopada 1999 nadano jej tytuł profesora w zakresie nauk humanistycznych. Pracowała w Państwowym Muzeum Archeologicznym, oraz była kierownikiem w Katedrze Europejskiego Barbaricum na Wydziale Nauk Historycznych i Społecznych Uniwersytetu Kardynała Stefana Wyszyńskiego w Warszawie.
Zmarła 19 października 2020.